# Castianeira flavipes
Castianeira flavipes is een spinnensoort uit de familie van de loopspinnen (Corinnidae).
De wetenschappelijke naam van de soort werd in 1931 gepubliceerd door Frederick Henry Gravely.